# Stojan Delttjev
Stojan Delttjev född den 3 juli 1959 i Plovdiv, Bulgarien, är en bulgarisk gymnast.
Han tog OS-guld i räck och OS-brons i mångkampen i samband med de olympiska gymnastiktävlingarna 1980 i Moskva.